# Туркменистан на Светском првенству у атлетици у дворани 2001.
Туркменистан је учетвовао на 8. Светском првенству 2001. одржаном у Лисабону од 9. до 11. марта.
У његовом трећем учешћу на светским првенствима у дворани Туркменистан је представљало двоје атлетичара који су се такмичили у две атлетске дисциплине.
Такмичари Туркменистана нису освојили ниједну медаљу, а оборен је национални рекорд на 200 метара у женској конкуренцији.

## Учесници
| Мушкарци: - Baimourad Achirmouradov — 60 м препоне | Жене: - Алена Петрова — 200 м |

### Мушкарци
| Атлетичар               | Дисциплина   | Лични рекорд | Квалификације | Квалификације | Полуфинале           | Полуфинале           | Финале               | Финале       | Детаљи |
| Атлетичар               | Дисциплина   | Лични рекорд | Резултат      | Место         | Резултат             | Место                | Резултат             | Место        | Детаљи |
| ----------------------- | ------------ | ------------ | ------------- | ------------- | -------------------- | -------------------- | -------------------- | ------------ | ------ |
| Baimourad Achirmouradov | 60 м препоне | 8,47 НРд     | 8,50          | 8. у гр. 3    | Није се квалификовао | Није се квалификовао | Није се квалификовао | 22 / 23 (24) |        |

### Жене
| Атлетичарка   | Дисциплина | Лични рекорд | Квалификације | Квалификације | Полуфинале            | Полуфинале            | Финале                | Финале       | Детаљи |
| Атлетичарка   | Дисциплина | Лични рекорд | Резултат      | Место         | Резултат              | Место                 | Резултат              | Место        | Детаљи |
| ------------- | ---------- | ------------ | ------------- | ------------- | --------------------- | --------------------- | --------------------- | ------------ | ------ |
| Алена Петрова | 200 м      | 24,32о       | 24,68 НРд     | 3 у гр. 1     | Није се квалификовала | Није се квалификовала | Није се квалификовала | 17 / 19 (20) |        |